# Ambatolaona
Ambatolaona é uma comuna de Madagascar, pertencente ao distrito de Manjakandriana, na região de Analamanga. Sua população, segundo o censo de 2001, era de 4 826 habitantes.